# 치터

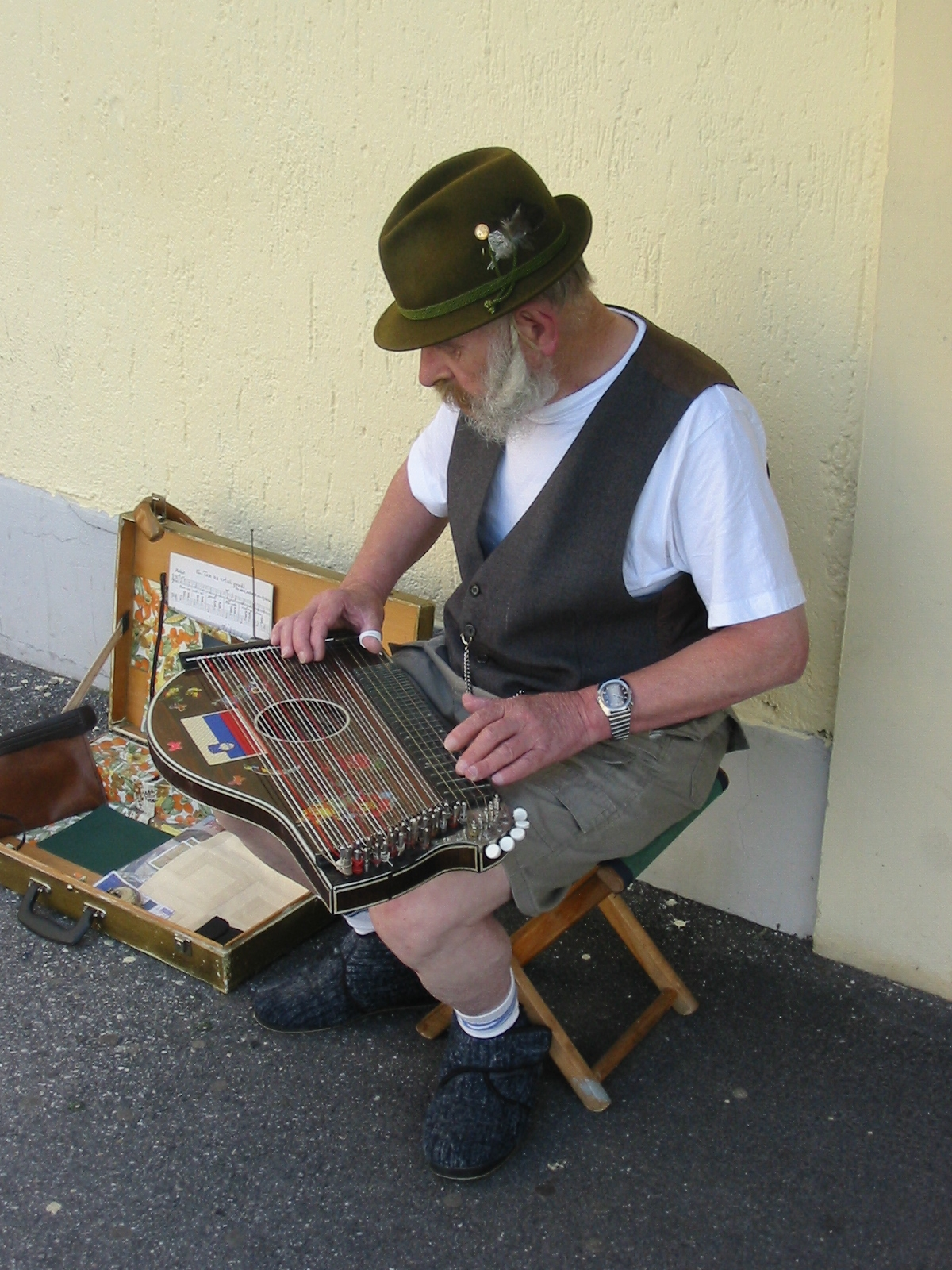
치터 연주자.
오스트리아 마리보르.

치터(Zither)는 골무로 줄을 뜯어 음을 내는 현악기의 일종이다.

## 역사

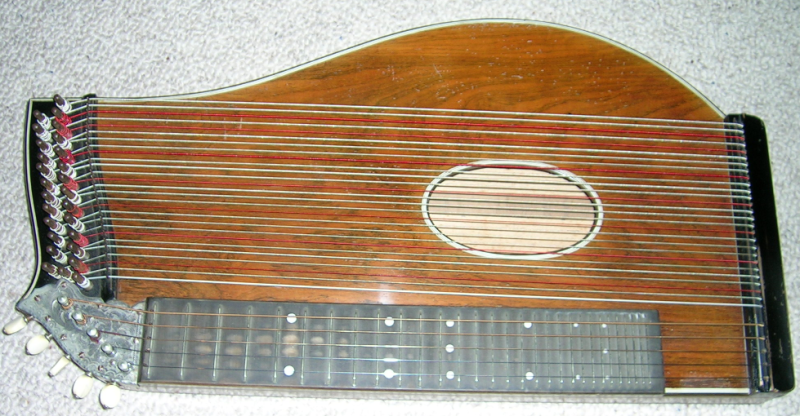
치터의 모습.

악기의 발생 시기는 매우 오래된 것으로 알려졌으며 현존 악기로는 17세기의 것뿐이다. 이 악기는 주로 헝가리, 오스트리아, 독일 남부, 스위스 등에서 애용되는 민속 악기로서 크기는 60–80 cm 정도의 공명통(共鳴筒)이 있는 상자 형태의 악기이다. 무릎 또는 대(臺) 위에 놓고 연주한다. 몸통 위의 한 쪽에 구멍이 있어 그 위에 거트(Gut) 또는 금속으로 된 보통 25줄에서 30줄의 현(반주용)이 끼워져 있고 그 옆으로 병행하여 프렛 위에 5줄 혹은 6줄의 가락용 금속 현이 매여 있다. 이와 같은 현의 수효나 몸통의 모양은 각기 지방 사람들의 기호에 따라 많은 차이가 있다. 조현도 각 지방의 곡의 양식에 따라 다르다. 가락용의 현의 조현에는 빈식과 뮌헨식이 있으나 일반적으로는 뮌헨식이 쓰인다. 주법은 가락은 골무를 끼운 오른손 엄지손가락으로 연주하고 반주는 왼손의 가운데 3손가락으로 연주한다. 독주 악기로나 반주용 악기로도 쓰이며 가락현의 투명한 울림에 화음현의 부드러운 울림이 조화하여 그 음색은 비할 데 없이 아름답고 로맨틱한 향기를 가진다. 요한 슈트라우스 2세의 왈츠곡 "비엔나 숲의 이야기"의 서주나 1949년의 영화 《제3의 사나이》에 쓰여 그 아름다운 음빛깔로 인하여 널리 인기있는 악기가 되었다.

## 같이 보기
- 덜시머